# Wisconsin Reliability Trial

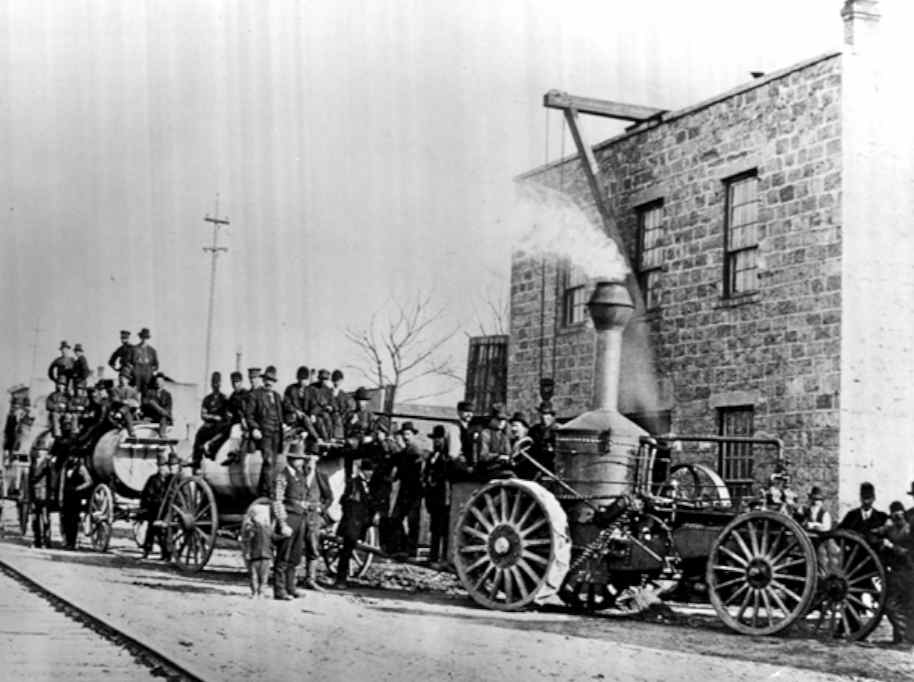
Die im Reglement festgelegten Anforderungen verlangten nach einem schweren Fahrzeug welches seine Vorräte auf einem Anhänger mitführte: Oskosh Steam Wagon mit Wassertankwagen und Mannschaft

Der Wisconsin Reliability Trial war eine Zuverlässigkeitsfahrt über 201 Meilen (323,5 km) die 1878 im US-Bundesstaat Wisconsin stattfand. Er war der erste in den USA durchgeführte Wettbewerb für Fahrzeuge ohne Pferde.

## Vorgeschichte und Ausschreibung
Bereits 1871 hatte A. J. Carhart († 1914) aus Racine (Wisconsin) einen Dampfwagen erfolgreich vorgeführt. Dies veranlasste 1873 den Abgeordneten George M. Marshall, im Parlament seines Bundesstaats einen Preis von US$ 10.000 durchzusetzen für jeden Bürger, der einen "billigen und praktischen Ersatz für Pferde und andere Tiere auf dem Highway und der Farm" erfände. In einer Präzisierung wurden 1875 klarere Bedingungen festgelegt. So musste besagtes Gefährt binnen fünf Jahren nach der Ausschreibung fertiggestellt und imstande sein, mindestens 200 Meilen (320 km) ununterbrochen und mit einem Schnitt von 5 MPH (ca. 8 km/h) zurückzulegen. Außerdem musste es rückwärts fahren, Pferdegespannen ausweichen und eine Steigung von 200 Fuß (60,96 m) auf eine Meile (1.609 km) (ca. 3,8 %) auf- und abwärts bewältigen können.
Das hohe Preisgeld motivierte etliche Bewohner des Staats, einen Versuch zu wagen. Das Parlament, dem es auf eine seriöse Konstruktion ankam, präzisierte daher die Bedingungen erneut: Eine genaue Strecke wurde bestimmt und es wurde festgelegt, dass die Wettfahrt innerhalb von 20 Tagen nach dem 20. Juni 1878 durchgeführt und binnen 10 Tagen beendet werden musste, sonst verfiel die Siegprämie. Gouverneur William E. Smith setzte eigens eine dreiköpfige Dampfwagen-Kommission ein, welche das Vorhaben überwachen sollte. Es bestand aus dem Initiator, dem genannten Abgeordneten George M. Marshall, dem wohlhabenden Farmer Q.C. Olin aus Fort Atkinson (Wisconsin) und John M. Smith aus Green Bay. Dass mit letzterem ein Bruder des Gouverneurs Einsitz nahm, sollte sich später als Konfliktpunkt erweisen.

## Strecke

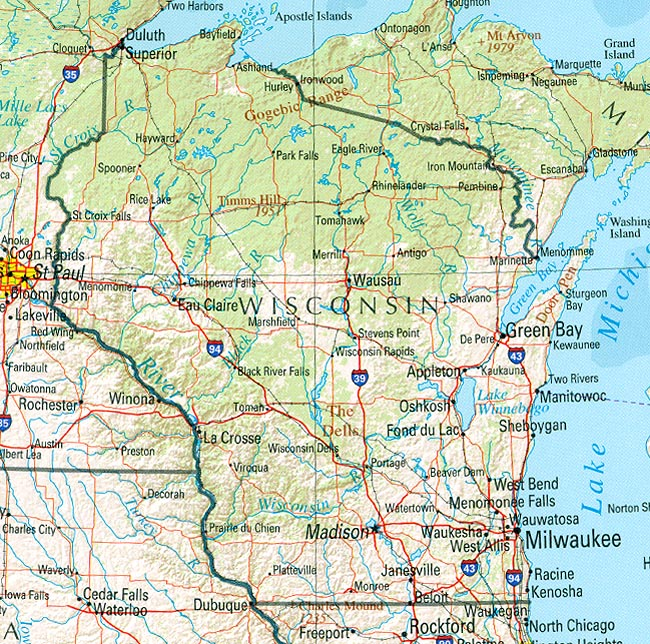
Karte von Wisconsin

Natürlich wurde eine Route bestimmt, die vollständig auf dem Gebiet des Staates Wisconsin lag. Ausgangspunkt war Green Bay. Die im Reglement festgelegte Strecke lag mit 201 Meilen (323,5 km) ganz knapp über der Minimalanforderung der Regierung. Sie führte über Appleton, Oshkosh, Waupun, Watertown, Fort Atkinson und Janesville zum Ziel in Madison. Über weite Teile führte der Weg entlang den Schienen der Chicago and North Western Railway (C&NW).

## Teilnehmer
Carhart verzichtete wegen seiner angeschlagenen Gesundheit auf eine Teilnahme. Angemeldet waren zunächst sechs oder sieben Fahrzeuge, doch einen Monat vor dem Start hatte sich ihre Zahl auf zwei reduziert. Das eine teilnehmende Fahrzeug war der Oshkosh Steam Wagon, ein Ungetüm mit 4,5 Tonnen Gewicht. Er war von einem Team aus Oshkosh gebaut worden. Dieses bestand aus Frank A. Shomer und Alexander Gallinger, die ihren Lebensunterhalt mit dem Verkauf von Brennholz für die holzbefeuerten Lokomotiven der Chicago & North Western Railway verdienten, sowie M.G. Battis, A.W. Farrand (oder Hans Farrand) und Fire Chief John F. Morse. Das andere Fahrzeug war der Green Bay Steamer von E. P. Cowles. Cowles war ein Maschinist aus Wequiock (Wisconsin) und der Green Bay Steamer sein zweiter Dampfwagen. Später entwarf er für den Austin & Pendleton Machine Shop in Warren (Ohio) Dampflokomotiven. Er half 1896 William und James Ward Packard mit Zeichnungen für ein Automobil, das allerdings nicht realisiert wurde. Stattdessen gründeten die Brüder 1899 den Vorläufer der Packard Motor Car Company.

## Reglementsänderung
Zum Ärger der beiden gemeldeten Teams versuchte Marshall, durch nachträgliche Änderungen die Teilnahme weiterer Fahrzeuge an einzelnen Etappen zu ermöglichen. Das Problem erledigte sich allerdings von selber; trotz dieser Lockerung des Reglements fanden sich keine weiteren Wettbewerbsteilnehmer.

## Verlauf des Wettbewerbs
Die Wettfahrt wurde nun auf den 17. Juli 1878 angesetzt.
Vor dem auf 11 Uhr angesetzten Start (möglicherweise bereits am Vortag) waren Demonstrationen angesetzt wie "Holz ziehen" oder "Pflügen" um den "landwirtschaftlichen" Teil der Ausschreibung zu erfüllen. Ob und wie die Vorführungen gewertet wurden, ist unklar.
Der Green Bay Steamer erwies sich als das schnellere Fahrzeug, Cowles hatte jedoch das Pech, dass er mit seinem Gefährt früh in einen Abwasserkanal geriet und dabei den Wagen beschädigte. Die Reparaturen beanspruchten zu viel Zeit, sodass der weniger ausgereifte und deutlich langsamere Oshkosh Steam als erster im Ziel eintraf. Er benötigte 33 Stunden und 27 Minuten, was eine Durchschnittsgeschwindigkeit von etwas über 6 mph ergibt.

## Nachspiel
In der Folge versuchte sich die Regierung um die Auszahlung des Preisgeldes zu drücken, indem sie - allerdings mit einiger Berechtigung - argumentierte, der Oshkosh Steam sei weder "billig" noch "praktisch". Das Thema wurde im Parlament und in der Öffentlichkeit ausgiebig diskutiert. Beanstandet wurde, dass keines der Fahrzeuge eine echte erfinderische Leistung darstellte, weil es zuvor schon Dampfwagen gegeben habe. Die Zeitung Milwaukee Sentinel ging sogar so weit zu behaupten, die Wagen seien "Betrug" und die "Steuerzahler, die sie gesehen haben, wütend". Dazu kam noch eine Portion Lokalpatriotismus und der Oshkosh Daily Northwestern verstieg sich sogar zu Andeutungen über Vetternwirtschaft: Der Bruder des Gouverneurs, der ja in der Überwachungskommission saß, stammte aus Green Bay. Unvermeidlich war die Frage, warum der Staat den Preis überhaupt ausgelobt hatte. "Der Ruf des Staats ist angeschlagen, aber die Auszeichnung ist zugesagt und es ist zu spät, darüber zu diskutieren ob es klug war oder nicht, dieses Angebot zu machen" brachte es der Oshkosh Daily Northwestern auf den Punkt.
Man einigte sich nach mehreren Monaten außergerichtlich auf Auszahlung des halben Preisgeldes "ohne Anerkennung, dass besagter Wagen zufriedenstellend übereinstimmte mit den Anforderungen". Zudem wurden die "Sieger" unter Druck gesetzt, US$ 1000,- von ihrem Preisgeld an Cowles abzugeben.

## Frühe US-Automobile (Auswahl)

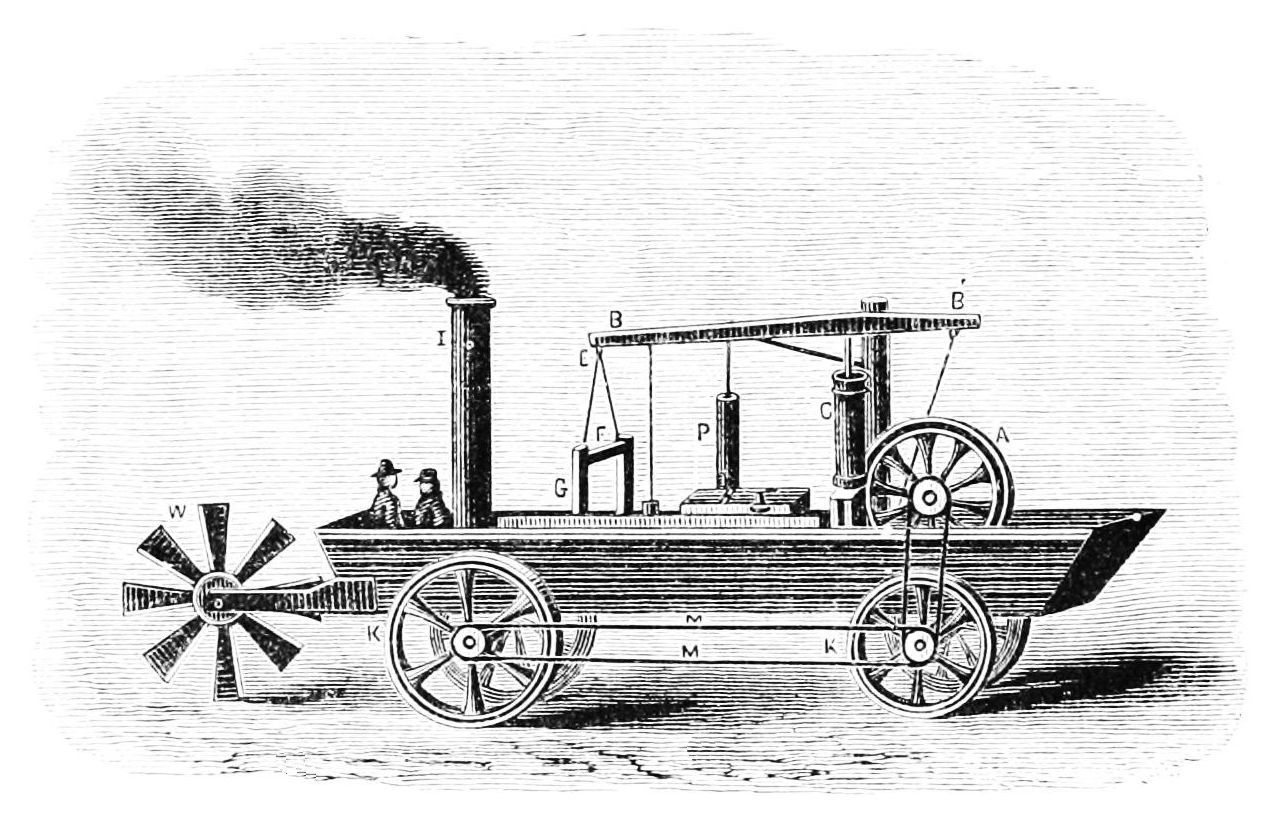
Orukter Amphibolos [sic] von Oliver Evans (1804).
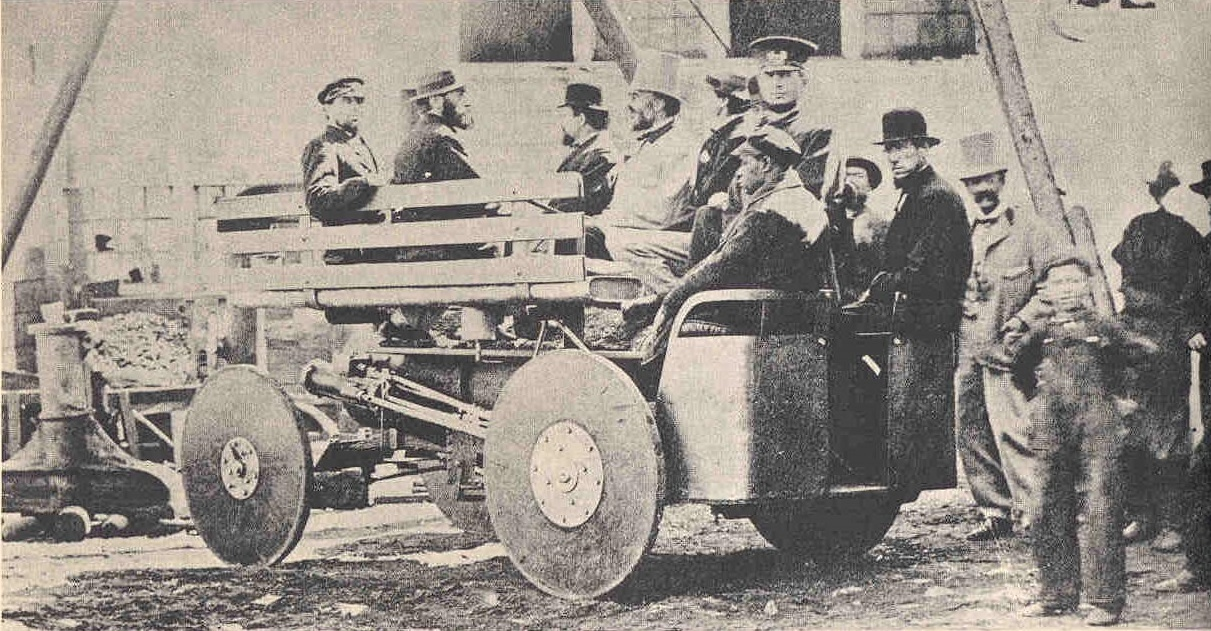
Richard Dudgeons Red Devil Dampfwagen (1857).
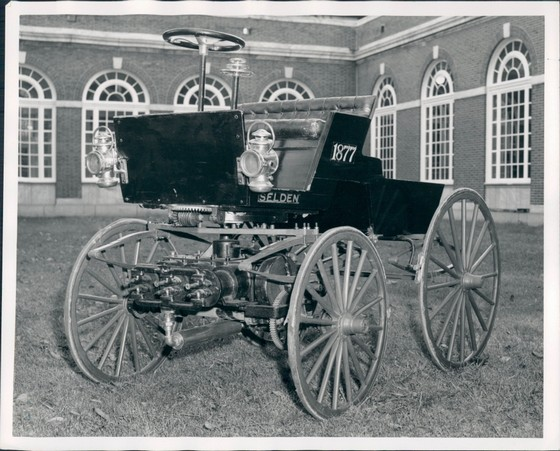
Selden Road Engine (1877–1878, 1902, 1907).
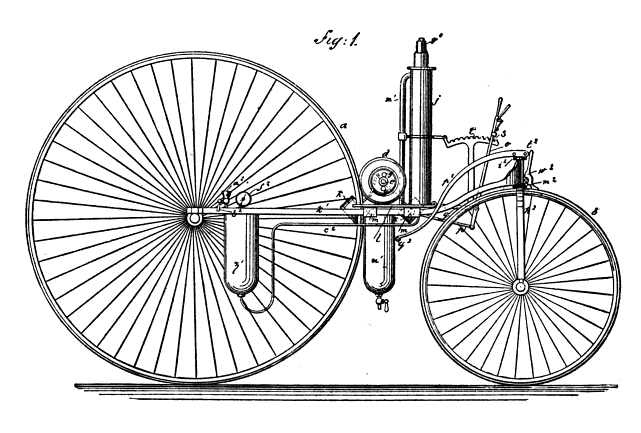
Patentzeichnung von George A. Longs Steam Tricyce, Profilansicht (1883).
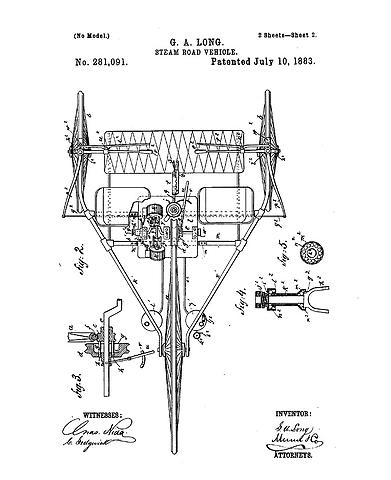
Patentzeichnung von George A. Longs Steam Tricyce, Aufsicht (1883).
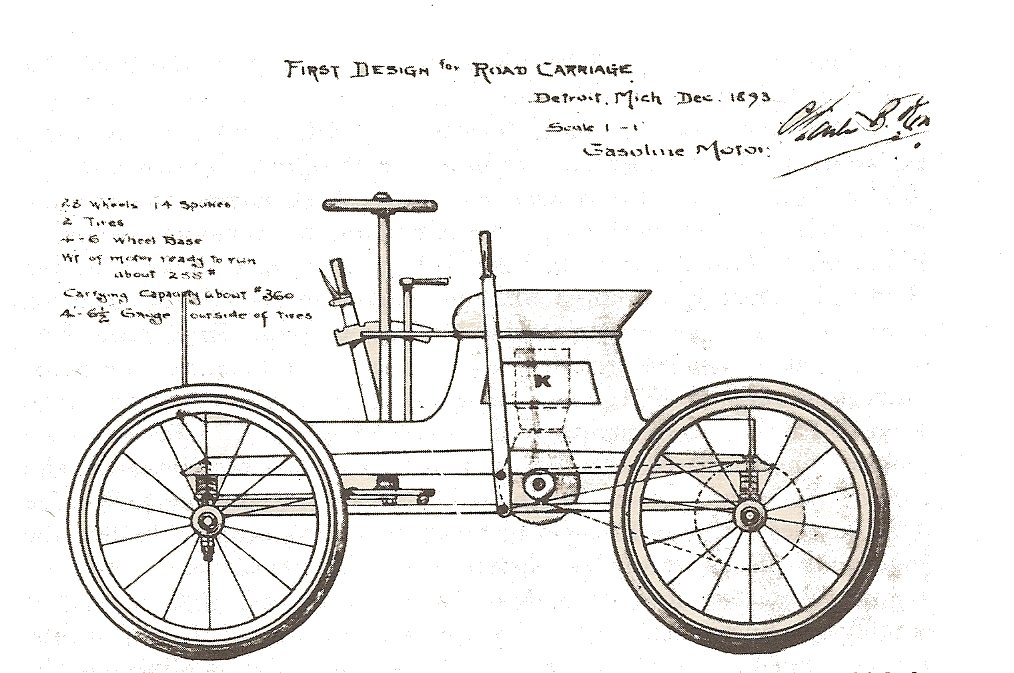
Patentzeichnung von Charles Brady Kings Road carriage (1893).
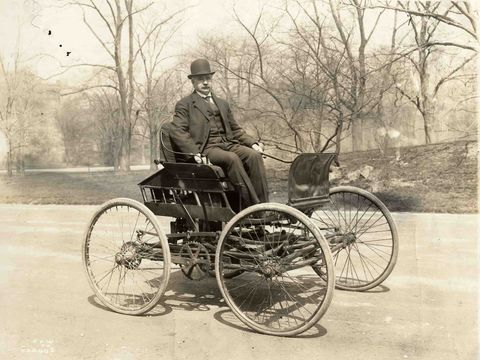
Elwood Haynes Pioneer (1894, Aufnahme von ca. 1910).
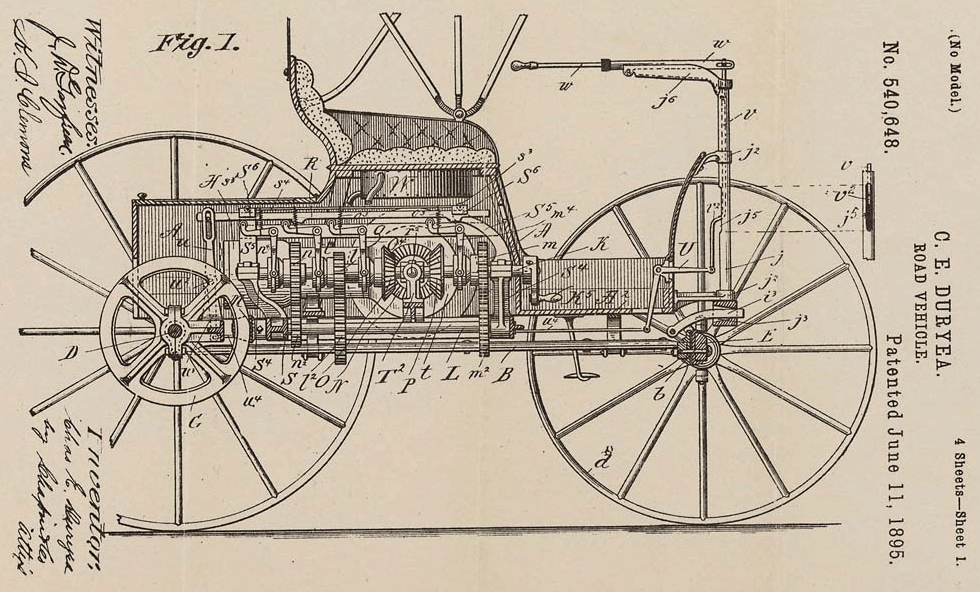
Patentzeichnung von Charles E. Duryeas Road Vehicle (1895).
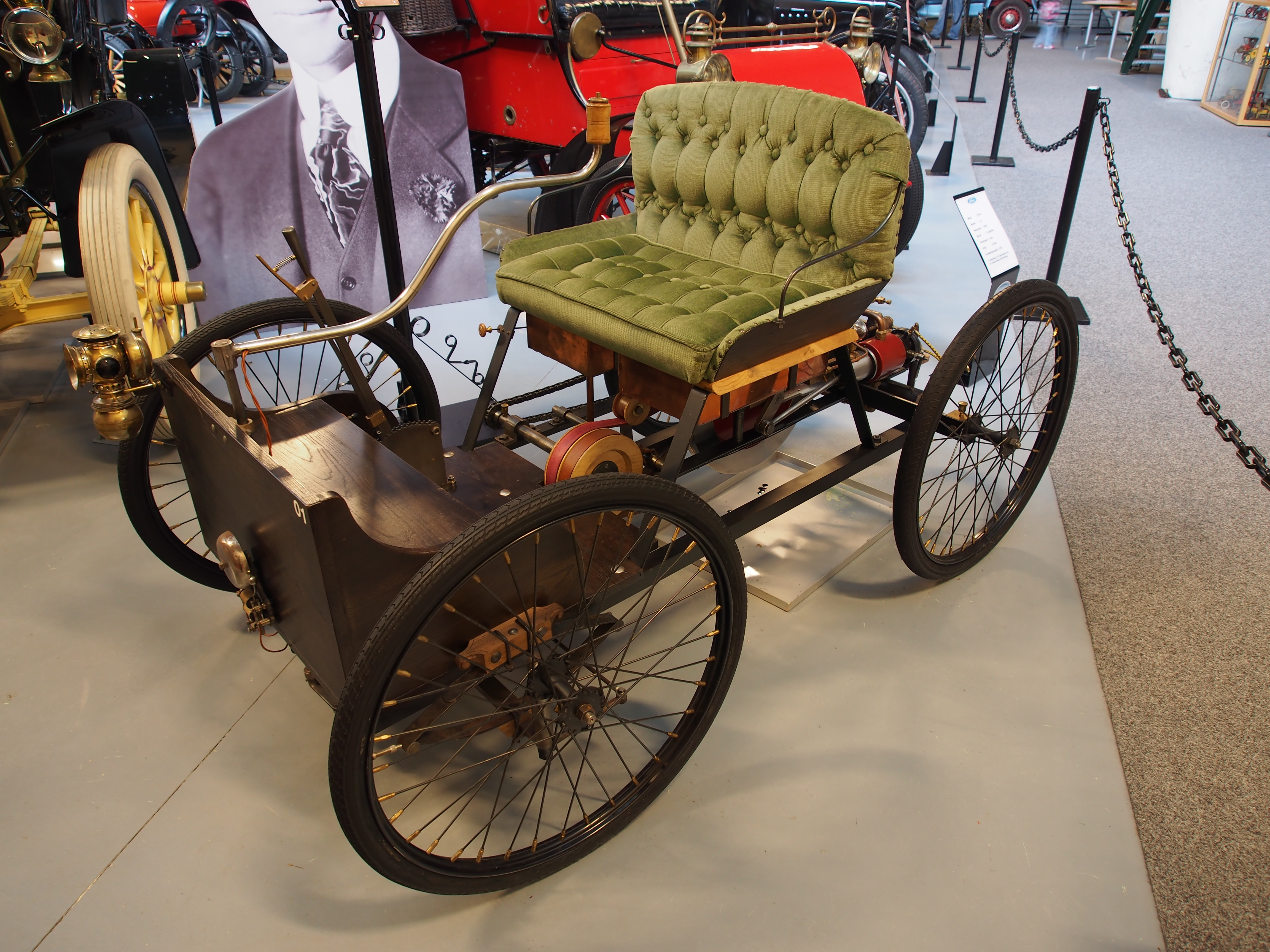
Nachbau von Henry Fords Quadricycle (1896).
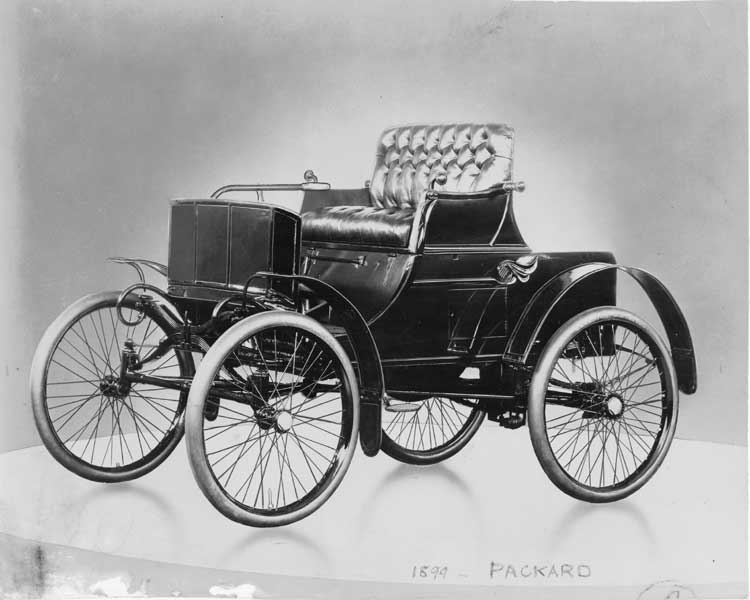
Packard Modell A Roadster (1899).